# روبرت جاي غوردون
روبرت جاي غوردون (بالإنجليزية: Robert J. Gordon) هو اقتصادي أمريكي، ولد في 3 سبتمبر 1940 في الولايات المتحدة.